# フィリング

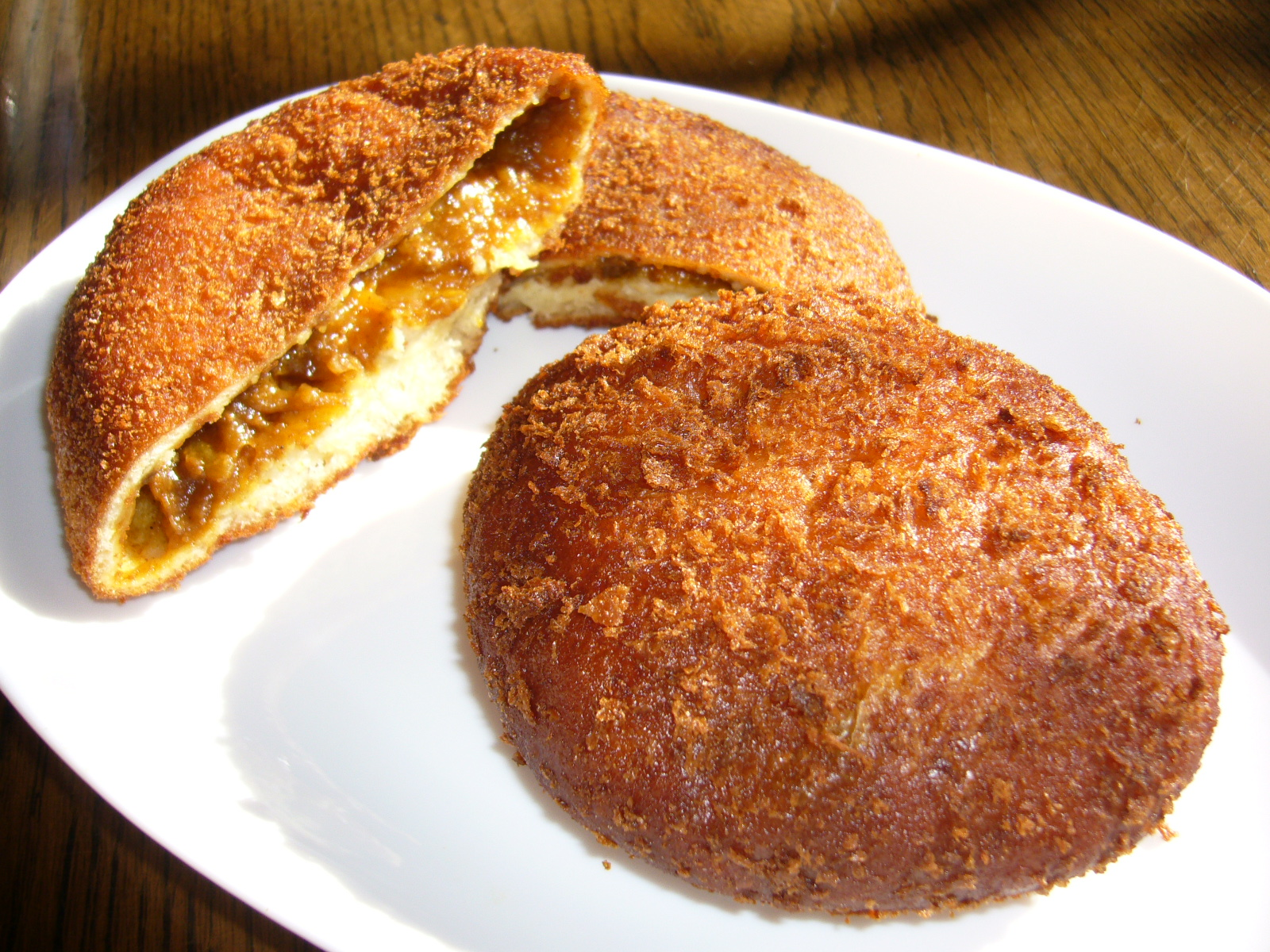
カレーパンに入っている、カレーフィリング

フィリング（英: Filling）は、製菓・製パン材料の一種で、菓子パンやサンドイッチ、ケーキなどの具材である。
もともと詰め物を意味し、菓子パンなどでは中に詰めたものを、サンドイッチなどでは間に挟んだものを指す。これに対し、トーストの表面に塗ったバター・マーガリン・ジャムなど、表面に塗るタイプのものはスプレッドと呼ぶ。また、饅頭の餡など和菓子では、通常はフィリングとは呼ばない。

## 代表的なフィリング
- 菓子パン・惣菜パン
  - カレーパン - カレー
  - あんパン - 餡
  - コロネ、チョコレートパン - チョコスプレッド
  - サンドイッチ - ツナマヨネーズ、つぶしたゆで卵など
  - 山崎製パンのランチパックでは、ピーナッツバターやハム&チーズなど多種のフィリングを使った製品を生産している。

- 洋菓子
  - ショートケーキ - 生クリーム

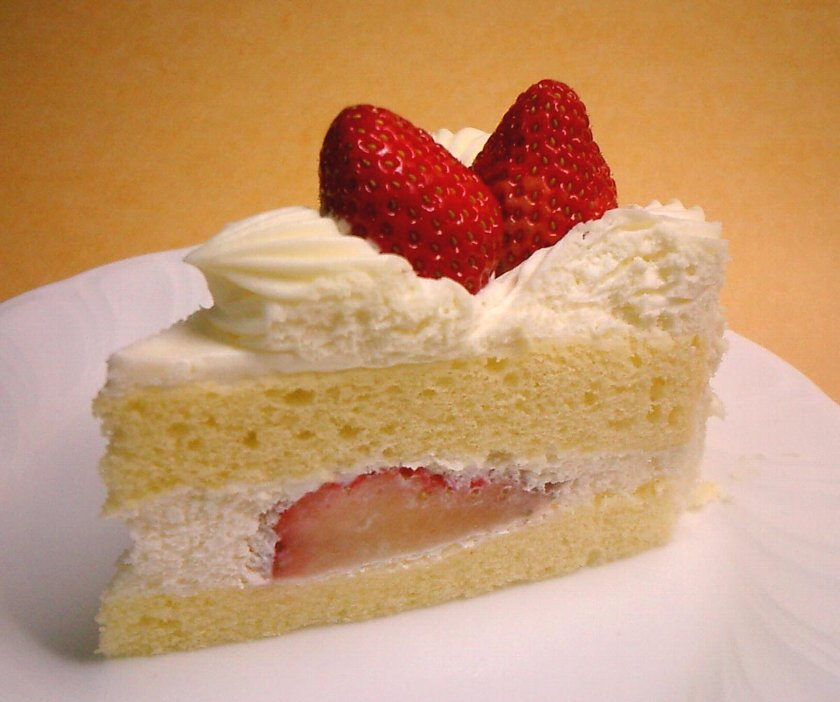
上下のスポンジケーキに挟まれた生クリームとイチゴ

  - シュークリーム、エクレア - カスタードクリーム
  - アップルパイ - リンゴ
  - クレープ - 生クリーム、フルーツソース、アイスクリームなど
  - ポンチキ - ポーランドのドーナツ。一般的なお茶菓子であるが、特にキリスト教の断食の期間であるレント（四旬節）の前の「脂の木曜日」（いわゆるフランス語の「ジュディ・グラ」）に大量に食べる。一般的にはバラの花びらのジャム（ローズペタルジャム）がフィリングに使われる。カスタードクリームやホイップクリームなども使われることがある。
- 料理
  - エンチラーダ - 肉、チーズ、豆、ジャガイモ、野菜、魚介など
  - キッシュ - 卵、生クリーム、ひき肉やアスパラガスなど野菜を加えて調理したもの。

この他にも、工夫次第によって様々なフィリングが考えられる。